# Hesperobaenus
Hesperobaenus es un género de escarabajos de la familia Monotomidae. Contiene las siguientes especies:

## Especies
- Hesperobaenus abbreviatus (Motschulsky, 1845)
- Hesperobaenus alternatus Schaeffer, 1910
- Hesperobaenus constricticollis Bousquet, 2002
- Hesperobaenus fenyesi Van Dyke, 1945
- Hesperobaenus humeralis (Fairmaire, 1850)
- Hesperobaenus lineellus (Reitter, 1872)
- Hesperobaenus rufipes LeConte, 1863
- Hesperobaenus stipes Sharp, 1900
- Hesperobaenus subtestaceus (Reitter, 1876)
- Hesperobaenus unicolor (Casey, 1916)